# Mantenay-Montlin
Mantenay-Montlin – miejscowość i gmina we Francji, w regionie Owernia-Rodan-Alpy, w departamencie Ain.

## Demografia
Według danych na styczeń 2012 roku gminę zamieszkiwało 312 osób, a gęstość zaludnienia wynosiła 28,9 osób/km².